# Rovedaro
Rovedaro è una frazione del comune lombardo di Terranova dei Passerini posta ad est dell'abitato.

## Storia
La località è un piccolo borgo agricolo di antica origine. Nel 1751 venne registrata avente 304 abitanti.
In età napoleonica, dal 1809 al 1816, Rovedaro fu frazione di Terranova. Recuperò l'autonomia con la costituzione del Regno Lombardo-Veneto.
Nel 1837 il governo dell'imperatore Ferdinando I, allontanandosi dagli eccessi reazionari del suo paterno predecessore, riconobbe la razionalità dell'atto francese e deliberò la definitiva annessione a Terranova.